# Rita Falk
Pour les articles homonymes, voir Falk.
Rita Falk, née le 30 mai 1964 à Oberammergau, en Allemagne, est une femme de lettres allemande, auteure de roman policier et de littérature d'enfance et de jeunesse.

## Biographie
Rita Falk passe son enfance dans sa ville natale. Alors qu'elle a 8 ans, ses parents déménagent pendant un an à Munich, puis à Landshut, dans le sud-est de la Bavière.
Après ses études, elle travaille comme commis de bureau.
En 2010, elle publie Choucroute maudite (Winterkartoffelknödel), la première des aventures ayant pour héros le policier provincial Franz Eberhofer. Ses enquêtes se déroulent dans un village fictif de Bavière appelé Niederkaltenkirchen, pour lequel Rita Falk s'est largement inspirée de Frontenhausen. C'est là qu'ont ensuite été tournés quatre films tirés de ses romans.

## Œuvre

### Romans

#### SérieFranz Eberhofer
1. Winterkartoffelknödel (2010) Publié en français sous le titre Choucroute maudite, Bordeaux, Mirobole Éditions (2017)  (ISBN 978-2-37561-057-2)[2]
2. Dampfnudelblues (2011)Publié en français sous le titre Bretzel Blues, Bordeaux, Mirobole Éditions (2018)  (ISBN 978-2-37561-008-4)[2]
3. Schweinskopf al dente (2011) Publié en français sous le titre Pression fatale, Bordeaux, Mirobole Éditions (2019)  (ISBN 978-2-37561-117-3)[2]
4. Grießnockerlaffäre (2012)
5. Sauerkrautkoma (2013)
6. Zwetschgendatschikomplott (2015)
7. Leberkäsjunkie (2016)
8. Weißwurstconnection (2016)
9. Kaiserschmarrndrama (2018)

#### Autres romans
- Hannes (2012) Publié en français sous le titre Très vite ou jamais, Paris, Magnard jeunesse (2016)  (ISBN 978-2-210-96273-6)
- Funkenflieger (2014)

### Adaptations au cinéma
Rita Falk a également écrit le scénario de plusieurs films adaptés de ses romans :
1. Dampfnudelblues (de), 2013 (deuxième roman de la série de romans Franz Eberhofer)
2. Winterkartoffelknödel (de), 2014 (premier roman de la série de romans Franz Eberhofer)
3. Schweinskopf al dente (de), 2016
4. Grießnockerlaffäre (de), 2017
5. Sauerkrautkoma (de), 2018
6. Leberkäsjunkie, 2019 (septième roman de la série de romans Franz Eberhofer)